# Steen Lynge

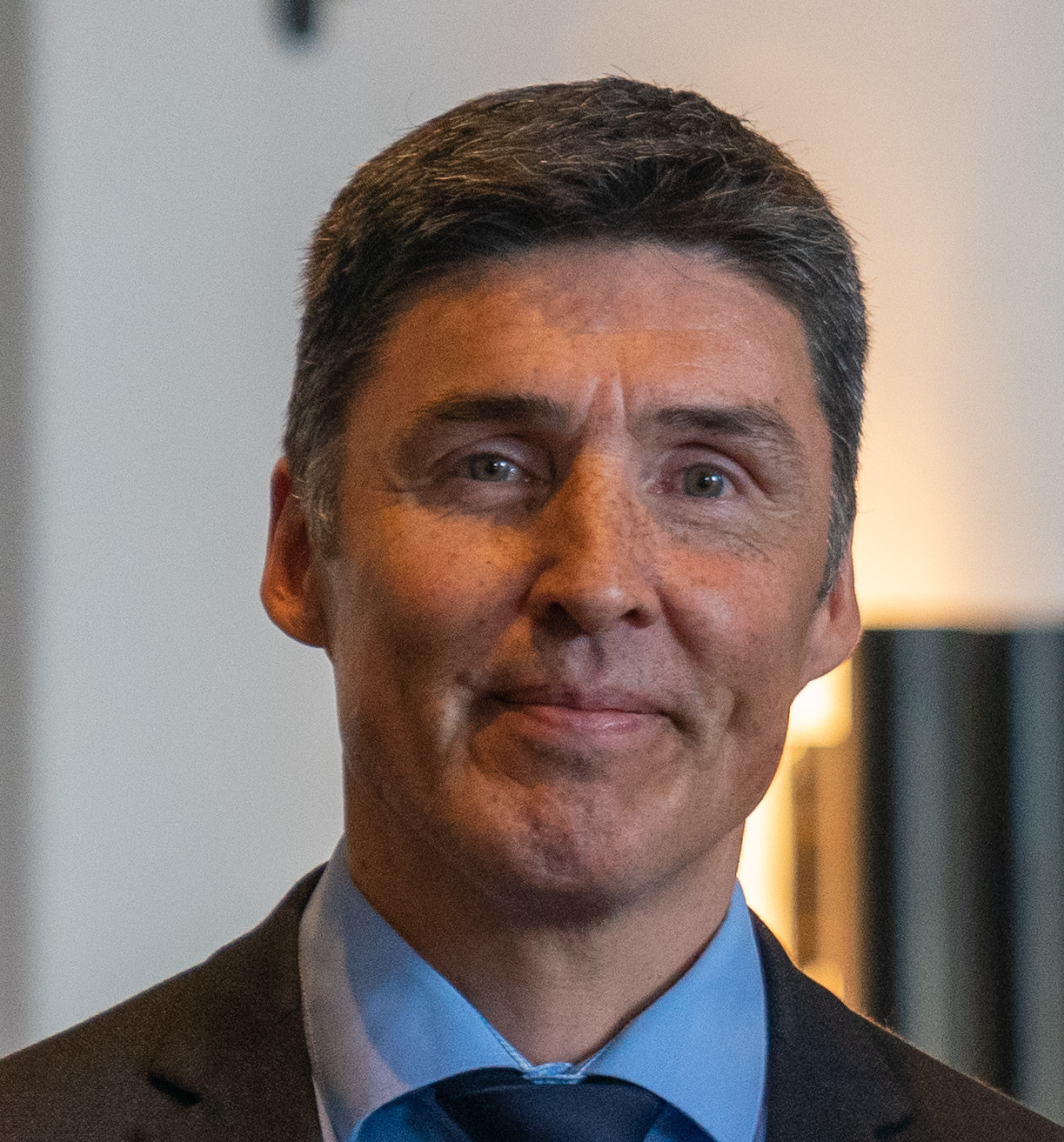
Steen Lynge (2020)

Steen Lynge (* 25. November 1963 in Nuuk) ist ein grönländischer Politiker (Demokraatit).

## Leben
Steen Lynge ist das dritte von vier Kindern des Übersetzers Aggooraq Daniel Vittus Steffen Lynge (* 1939) und der Krankenschwester Margrethe Johanne Else Sofie Møller (* 1937). Steen Lynge arbeitete von 1984 bis 1989 als Polizist. Von 1998 bis 2006 war er als Verbraucherratskonsulent tätig. Anschließend arbeitete er von 2007 bis 2017 als Betriebstechniker, seitdem ist er Konsulent in der Ökonomie- und Personalverwaltung.
Steen Lynge kandidierte erstmals bei der Parlamentswahl 2009 für die Atassut für einen Sitz im Inatsisartut, verpasste diesen aber mit 92 Stimmen. Er trat ebenfalls bei der Folketingswahl 2011 an, erhielt mit 865 Stimmen die meisten seiner Partei, was jedoch nicht für einen der zwei zu vergebenen Sitze reichte.
Mit 331 Stimmen, den meisten der Atassut-Kandidaten, gelang es ihm, nach der Parlamentswahl 2013 ins Inatsisartut einzuziehen. Er wurde im Kabinett Hammond I und kurz darauf im Kabinett Hammond II zum Minister für Gesundheit und Infrastruktur ernannt. Seinen Parlamentssitz übernahm dafür Gerhardt Petersen. Bei der Kommunalwahl im selben Jahr erhielt er 128 Stimmen und erreichte somit den ersten Nachrückerplatz für die Atassut in der Kommuneqarfik Sermersooq. Allerdings wurde der gewählte Thomas Kristensen wegen vorheriger Beamtenbeleidigung als unwählbar anerkannt und Steen Lynge rückte in den Kommunalrat nach.
Bei der Parlamentswahl 2014 kam er mit 135 Stimmen auf den zweiten Nachrückerplatz der Atassut, aber beide gewählten Mitglieder im Inatsisartut wurden ins Kabinett Kielsen I berufen, sodass Steen Lynge gemeinsam mit Siverth K. Heilmann nachrückte. Steen Lynge nahm auch an der Folketingswahl 2015 teil, wo er mit 1314 Stimmen erneut einen Platz im Folketing verpasste. Als die Atassut im Oktober 2016 aus dem Naalakkersuisut ausschied, mussten Lynge und Heilmann ihre Parlamentssitze wieder an Knud Kristiansen und Mala Høy Kúko abgeben. Bei der Kommunalwahl 2017 erreichte er den ersten Nachrückerplatz für die Atassut hinter Mala Høy Kúko in der Kommuneqarfik Sermersooq. Im Juni 2017 trat er aus seiner Partei aus, nachdem er im November 2016 bereits sein Amt als Vizeparteivorsitzender niedergelegt hatte.
Bei der Parlamentswahl 2018 trat er für die Demokraatit an und erreichte mit 75 Stimmen einen Sitz im Inatsisartut. Bei der Folketingswahl 2019 trat er erneut an, diesmal jedoch im Gegensatz zu 2015 für seine neue Partei, aber mit 330 Stimmen verpasste er einen Sitz im Folketing ein weiteres Mal. Im Mai 2020 wurde Steen Lynge zum Minister für Energie und Äußeres im Kabinett Kielsen VI ernannt. Mit dem Austritt der Demokraatit aus der Koalition gab er sein Ministeramt im Februar 2021 ab.
Bei der Parlamentswahl 2021 erhielt er nur noch 59 Stimmen und schied aus dem Inatsisartut aus. Bei der Kommunalwahl 2021 trat er nicht mehr an. Von 2020 bis 2022 war er politischer Vizevorsitzender der Demokraatit.
2025 trat er nicht mehr bei Wahlen an. Stattdessen wurde er im selben Jahr zum Parlamentsdirektor des Inatsisartut ernannt.